# Lahcène Moussaoui
Lahcène Moussaoui (en arabe : لحسن موساوي), est un homme politique algérien, Secrétaire d'État à la Coopération et aux Affaires maghrébines de janvier 1996 à décembre 1999.

## Biographie
Le 16 septembre 1992, il est nommé  ambassadeur d'Algérie en Tunise.
Le 7 janvier 1996, il  succède à Ahmed Attaf comme Secrétaire d'État à la Coopération et aux Affaires maghrébines.
Il est nommé ambassadeur d'Algérie au Brésil le 14 février 2001.

## Ouvrages
- Lahcène Moussaoui, Dialogue d'un fou avec lui-même : En quête de ton amour impossible, Alger, Casbah Éditions, 2009, 184 p., 20 × 24 cm (ISBN 978-9961-64-761-5).